# 尋覓原味
《尋覓原味》（The Authentic Tastes of Colonial Cities），為香港電視娛樂製作的飲食節目，2017年4月8日至7月22日逢星期六21:30－22:00於ViuTV播出，由盧覓雪主持。節目會介紹每個民族及其獨特嘅食材同烹調方法，包括香港、澳門、馬來西亞及台灣等。

## 每集一覽
| 集數 | 播映日期 | 主題                   |
| 1    | 4月8日   | 香港－殖民風味         |
| 2    | 4月15日  | 香港－本土文化         |
| 3    | 4月22日  | 香港－移民植根         |
| 4    | 4月29日  | 澳門－葡式風味         |
| 5    | 5月6日   | 澳門－傳統中式         |
| 6    | 5月13日  | 澳門－紫醉金迷         |
| 7    | 5月20日  | 馬來西亞－華人世界     |
| 8    | 5月27日  | 最大族群馬拉人         |
| 9    | 6月3日   | 落地生根的華人         |
| 10   | 6月10日  | 馬拉印度人             |
| 11   | 6月17日  | 台灣－享譽國際的外省菜 |
| 12   | 6月24日  | 台灣－啖啖溫馨的本省菜 |
| 13   | 7月1日   | 台灣－呷一口茶         |
| 14   | 7月8日   | 台灣－寶島的日本料理   |
| 15   | 7月15日  | 台灣－原住民阿美族     |
| 16   | 7月22日  | 阿美族人               |

## 外部連結
- ViuTV：尋覓原味 （页面存档备份，存于）